# Harumi Ikoma
Harumi Ikoma (生駒 治美 Ikoma Harumi?) es una Seiyu que trabaja para la compañía SNK Playmore (antes conocida como SNK). Ella da voz a varios de los personajes femeninos insignia de la compañía.

## Trabajos
- Nakoruru en Neo Geo Battle Coliseum y en las series de Samurai Shodown y Capcom Vs. SNK.
- King en las series de Art of Fighting y The King of Fighters
- Blue Mary en las series de Fatal Fury y The King of Fighters.